# 古北路桥
古北路跨苏州河桥，翻修时使用的工程名称为大渡河路跨苏州河桥，是建设在苏州河上并连接古北路、大渡河路的桥梁。

## 古北路人行桥
古北路北端的吴淞江沿岸，习称周家桥，因附近有纪念松江府知府周中而建的周太仆祠及桥梁周家桥而得名。当地原为船只停泊地带，货物在此集散；为便于行人过江，设有长宁渡渡口。
1985年，古北路跨苏州河桥开始建设。该桥梁以桥南堍附近的古北路命名，南至长宁路，北通光复西路，为钢筋混凝土结构。桥长53.16米，桥宽5米，梁底标高7.97米，一跨过江。该桥梁为人行桥，楼梯中央设置宽度1米的斜坡，以方便自行车通行。该桥梁是自中华人民共和国建成以来吴淞江上第一座人行钢桥，改善了周家桥附近的南北交通状况。桥梁建成后，长宁渡废去。

## 改建古北路跨苏州河桥
2006年，古北路跨苏州河桥开始改造，即拆除老人行桥、开建新车行桥。新的桥梁南起天山支路，北至冕宁路，全长735米，其中桥梁长度为411米，跨越苏州河部分长度为154米，在河上不设桥墩，主跨一跨过江，跨径达70米，为2008年该桥梁建成时苏州河上跨径最大的桥梁，设双向六条机动车道加两条非机动车道。2007年底建成通车东半侧，2009年12月5日全桥开放通车。